# Elin Grindemyr
Elin Karolina Grindemyr, född 12 maj 1983 i Skärkinds församling, Norrköpings kommun, är en svensk fotomodell, född och uppvuxen i Norsholm utanför Norrköping. Hon har bland annat utsetts till Sveriges sexigaste kvinna av Slitz läsare 
2005.